# The Rugby Championship 2017
El Rugby Championship 2017 es la sexta edición del torneo comenzado en 2012, que incluye a los cuatro seleccionados de las asociaciones miembros de la SANZAAR: Argentina, Australia, Sudáfrica y Nueva Zelanda.
La edición comenzó el 19 de agosto en Australia y terminó el 7 de octubre en Argentina.

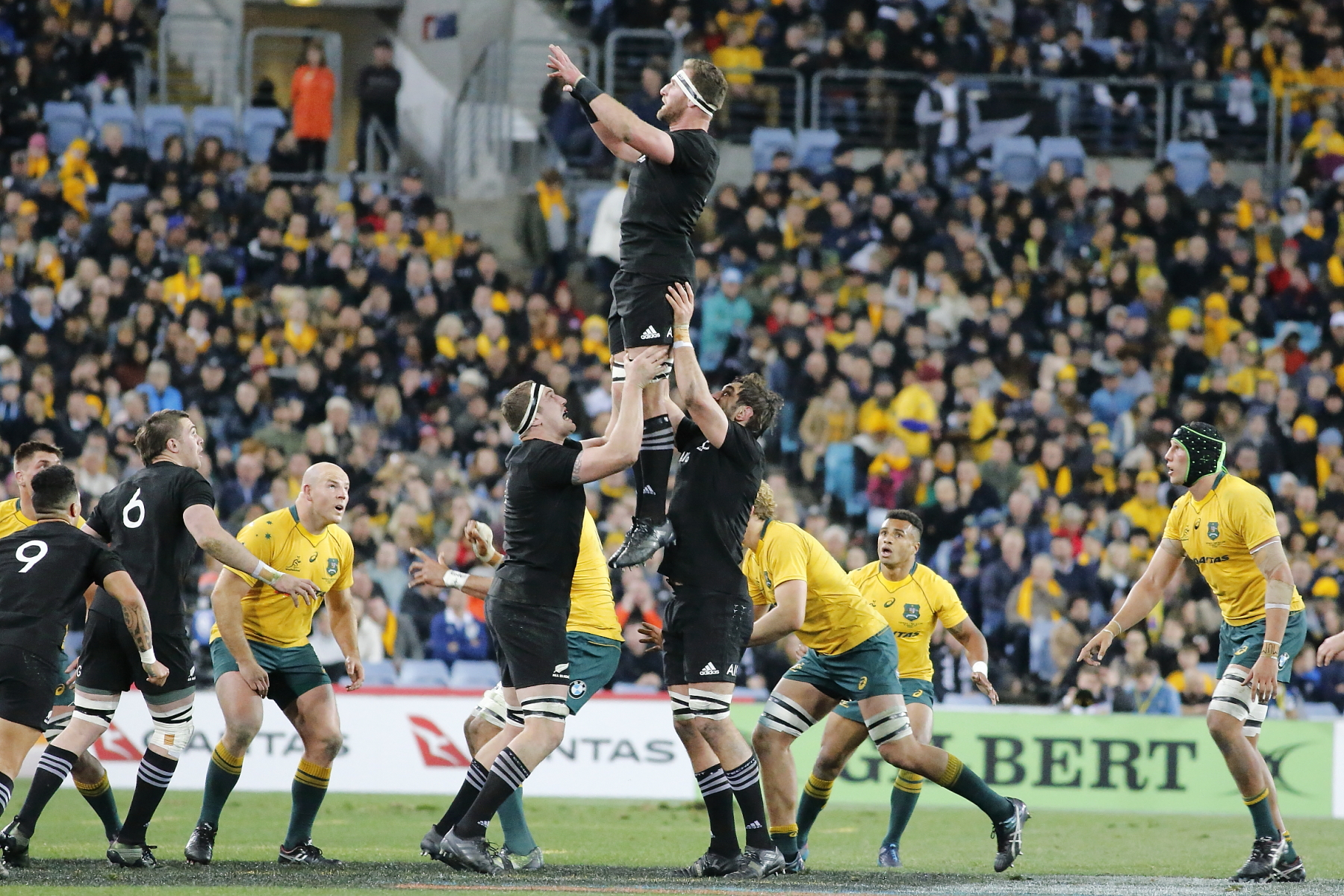
Partido entre Nueva Zelanda y Sudáfrica por el Rugby Championship 2017.

## Modo de disputa
El torneo será disputado con el sistema de todos contra todos, en dos series, de local y visitante. Cada partido dura 80 minutos divididos en dos partes de 40 minutos.
Los cuatro participantes se agrupan en una tabla general teniendo en cuenta los resultados de los partidos mediante un sistema de puntuación, la cual se reparte:
- 4 puntos por victoria.
- 2 puntos por empate.
- 0 puntos por derrota.

También se otorga punto bonus, ofensivo y defensivo:
- El punto bonus ofensivo se obtiene al marcar tres (3) o más tries que el oponente.
- El punto bonus defensivo se obtiene al perder por una diferencia de hasta siete (7) puntos.

Para determinar la posición de cada equipo, se utiliza la cantidad de puntos obtenidos y en el caso de que exista un empate en puntos, la posición se determinará a favor de aquel equipo que cumpla con el siguiente listado, y de no existir diferencia, la posición se sorteará.
1. Más cantidad de victorias obtenidas.
2. Más cantidad de victorias contra el otro equipo en cuestión.
3. Mayor diferencia de puntos (puntos a favor menos puntos en contra).
4. Mayor diferencia de puntos (puntos a favor menos puntos en contra) en los partidos entre ambos equipos.
5. Mayor cantidad de tries anotados en la competencia.

## Equipos participantes
| Argentina | Australia | Nueva Zelanda | Sudáfrica  |
| --------- | --------- | ------------- | ---------- |
| Pumas     | Wallabies | All Blacks    | Springboks |

## Árbitros
Estos fueron los árbitros designados para los encuentros de la temporada 2017.
| - Wayne Barnes - Jérôme Garcès - Angus Gardner - Pascal Gaüzère - Glen Jackson - John Lacey | - Ben O'Keeffe - Nigel Owens - Jaco Peyper - Romain Poite - Mathieu Raynal |

## Sedes
| País          | Sedes                            | Sedes            | Sedes     | Entrenador       | Capitán        |
| País          | Estadio                          | Ciudad           | Capacidad | Entrenador       | Capitán        |
| ------------- | -------------------------------- | ---------------- | --------- | ---------------- | -------------- |
| Argentina     | Estadio José Amalfitani          | Buenos Aires     | 49 540    | Daniel Hourcade  | Agustín Creevy |
| Argentina     | Estadio Malvinas Argentinas      | Mendoza          | 40 268    | Daniel Hourcade  | Agustín Creevy |
| Argentina     | Estadio Padre Ernesto Martearena | Salta            | 20 408    | Daniel Hourcade  | Agustín Creevy |
| Australia     | ANZ Stadium                      | Sídney           | 83 500    | Michael Cheika   | Michael Hooper |
| Australia     | GIO Stadium Canberra             | Canberra         | 25 011    | Michael Cheika   | Michael Hooper |
| Australia     | nib Stadium                      | Perth            | 20 500    | Michael Cheika   | Michael Hooper |
| Nueva Zelanda | Forsyth Barr Stadium             | Dunedin          | 30 748    | Steve Hansen     | Kieran Read    |
| Nueva Zelanda | QBE Stadium                      | Albany           | 25 000    | Steve Hansen     | Kieran Read    |
| Nueva Zelanda | Yarrow Stadium                   | Nueva Plymouth   | 25 000    | Steve Hansen     | Kieran Read    |
| Sudáfrica     | DHL Newlands                     | Ciudad del Cabo  | 51 900    | Allister Coetzee | Eben Etzebeth  |
| Sudáfrica     | Nelson Mandela Bay Stadium       | Puerto Elizabeth | 48 000    | Allister Coetzee | Eben Etzebeth  |
| Sudáfrica     | Toyota Stadium                   | Bloemfontein     | 46 000    | Allister Coetzee | Eben Etzebeth  |

## Tabla de posiciones
| Pos. | Equipo        | Encuentros | Encuentros | Encuentros | Encuentros | Tantos | Tantos | Tantos | Bonus | Bonus | Puntos |
| Pos. | Equipo        | PJ         | PG         | PE         | PP         | F      | C      | Dif    | BO    | BD    | Puntos |
| ---- | ------------- | ---------- | ---------- | ---------- | ---------- | ------ | ------ | ------ | ----- | ----- | ------ |
| 1    | Nueva Zelanda | 6          | 6          | 0          | 0          | 246    | 119    | 127    | 4     | 0     | 28     |
| 2    | Sudáfrica     | 6          | 2          | 2          | 2          | 152    | 170    | -18    | 1     | 0     | 14     |
| 3    | Australia     | 6          | 2          | 2          | 2          | 195    | 179    | 16     | 1     | 1     | 15     |
| 4    | Argentina     | 6          | 0          | 0          | 6          | 110    | 235    | -125   | 0     | 0     | 0      |

### Resultados
BO: Punto de bonificación ofensivo.
BD: Punto de bonificación defensivo.

#### Primera fecha
| 19 de agosto, 20:00 AEST (UTC+10)        | Australia | 34 – 54 BO | Nueva Zelanda | Estadio ANZ, Sídney | |
|                                          | Tries: C. Rona 51' T. Kuridrani 54' K. Beale 60' I. Folau 68' Conversiones: (4/4) B. Foley 52', 55', 61', 68' Penales: (2/2) B. Foley 4', 15' | Reporte    | Tries: 9' L. Squire 17', 20' R. Ioane 24', 40' R. Crotty 33' S. B. Williams 42' D. McKenzie 47' B. Smith Conversiones: 11', 21', 25', 34', 40', 44', 48' B. Barrett (7/8) | Asistencia: 54 846 espectadores Árbitro(s): Wayne Barnes Jueces de touch: Nigel Owens Andrew Brace Televisión Match Official: Rowan Kitt | Asistencia: 54 846 espectadores Árbitro(s): Wayne Barnes Jueces de touch: Nigel Owens Andrew Brace Televisión Match Official: Rowan Kitt |
| Curtis Rona hizo su debut internacional. | |            | | | |

| 19 de agosto, 17:05 SAST (UTC+2)          | Sudáfrica | 37 – 15 | Argentina                                                                                                   | Nelson Mandela Bay Stadium, Port Elizabeth                                                                                                 | |
|                                           | Tries: C. Skosan 36' R. Rhule 51' S. Kolisi 65' P-S. du Toit 71' Conversiones: (4/4) E. Jantjies 37', 53', 66', 73' Penales: (3/3) E. Jantjies 11', 19', 48' | Reporte | Tries: 31' M. Landajo 58' E. Boffelli Conversiones: 59' N. Sánchez (1/2) Penales: 44' J. M. Hernández (1/1) | Asistencia: 48 000 espectadores Árbitro(s): Romain Poite Jueces de touch: Pascal Gaüzère Nic Berry Televisión Match Official: Glenn Newman | Asistencia: 48 000 espectadores Árbitro(s): Romain Poite Jueces de touch: Pascal Gaüzère Nic Berry Televisión Match Official: Glenn Newman |
| Curwin Bosch hizo su debut internacional. | |         | | | |

#### Segunda fecha
| 26 de agosto, 19:35 NZST (UTC+12) | Nueva Zelanda                                                                 | 35 – 29 BD | Australia                                                                       | Forsyth Barr Stadium, Dunedin | |
|                                   | Tries: R. Ioane A. Smith B. Barrett (2) B. Smith Conversiones: B. Barrett (5) | Reporte    | Tries: I. Folau M. Hooper B. Foley W. Genia K. Beale Conversiones: B. Foley (2) | Asistencia: 27 085 espectadores Árbitro(s): Nigel Owens - Jueces de touch: - Wayne Barnes - Andrew Brace - Televisión Match Official: - Rowan Kitt | Asistencia: 27 085 espectadores Árbitro(s): Nigel Owens - Jueces de touch: - Wayne Barnes - Andrew Brace - Televisión Match Official: - Rowan Kitt |

| 26 de agosto, 16:30 AST (UTC-3) | Argentina                                                                                                  | 23 – 41 BO | Sudáfrica | Estadio Padre Ernesto Martearena, Salta | |
|                                 | Tries: R. Moyano M. Moroni Conversiones: J.M. Hernández N. Sánchez Penales: E. Boffelli (2) J.M. Hernández | Reporte    | Tries: S. Kolisi (2) E. Jantjies JL. Du Preez Try penal: Conversiones: E. Jantjies (4) Penales: E. Jantjies (2) | Asistencia: 17 435 espectadores Árbitro(s): Pascal Gaüzère - Jueces de touch: - Romain Poite - Nic Berry - Televisión Match Official: - Glenn Newman | Asistencia: 17 435 espectadores Árbitro(s): Pascal Gaüzère - Jueces de touch: - Romain Poite - Nic Berry - Televisión Match Official: - Glenn Newman |

#### Tercera fecha
| 9 de septiembre, 19:35 NZST (UTC+12) | Nueva Zelanda | BO 39 – 22 | Argentina | Yarrow Stadium, New Plymouth                                                                                           | |
|                                      |               | Reporte    |           | Árbitro(s): Angus Gardner - Jueces de touch: - Nigel Owens - Mathew Carley - Televisión Match Official: - George Ayoub | Árbitro(s): Angus Gardner - Jueces de touch: - Nigel Owens - Mathew Carley - Televisión Match Official: - George Ayoub |

| 9 de septiembre, 18:00 AWST (UTC+8) | Australia | 23 – 23 | Sudáfrica | nib Stadium, Perth                                                                                                | |
|                                     |           | Reporte |           | Árbitro(s): Glen Jackson - Jueces de touch: - John Lacey - Paul Williams - Televisión Match Official: - Ben Skeen | Árbitro(s): Glen Jackson - Jueces de touch: - John Lacey - Paul Williams - Televisión Match Official: - Ben Skeen |

#### Cuarta fecha
| 16 de septiembre, 19:35 NZST (UTC+12) | Nueva Zelanda | BO 57 – 0 | Sudáfrica | QBE Stadium, Albany                                                     |                                                                         |
|                                       |               | Reporte   |           | Árbitro(s): Nigel Owens - Jueces de touch: - Televisión Match Official: | Árbitro(s): Nigel Owens - Jueces de touch: - Televisión Match Official: |

| 16 de septiembre, 20:00 AEST (UTC+10) | Australia | BO 45 – 20 | Argentina | GIO Stadium Canberra, Canberra                                                                                    | |
|                                       |           | Reporte    |           | Árbitro(s): John Lacey - Jueces de touch: - Glen Jackson - Paul Williams - Televisión Match Official: - Ben Skeen | Árbitro(s): John Lacey - Jueces de touch: - Glen Jackson - Paul Williams - Televisión Match Official: - Ben Skeen |

#### Quinta fecha
| 30 de septiembre, 17:05 SAST (UTC+2) | Sudáfrica | 27 – 27 | Australia | Toyota Stadium, Bloemfontein                                             |  |
|                                      |           |         |           | Árbitro(s): Ben O'Keeffe - Jueces de touch: - Televisión Match Official: |  |

| 30 de septiembre, 19:30 AST (UTC−3) | Argentina | 10 – 36 BO | Nueva Zelanda | Estadio José Amalfitani, Buenos Aires                                                                                                |  |
|                                     |           |            |               | Árbitro(s): Jaco Peyper - Jueces de touch: - Mathieu Raynal - Marius van der Westhuizen - Televisión Match Official: - Marius Jonker |  |

#### Sexta fecha
| 7 de octubre, 17:05 SAST (UTC+2) | Sudáfrica | BD 24 – 25 | Nueva Zelanda | DHL Newlands, Cape Town                                                   |  |
|                                  |           |            |               | Árbitro(s): Jérôme Garcès - Jueces de touch: - Televisión Match Official: |  |

| 7 de octubre, 19:30 AST (UTC−3) | Argentina | 20 – 37 BO | Australia | Estadio Malvinas Argentinas, Mendoza                                                                                                 |  |
|                                 |           |            |           | Árbitro(s): Mathieu Raynal - Jueces de touch: - Jaco Peyper - Marius van der Westhuizen - Televisión Match Official: - Marius Jonker |  |

## Estadísticas individuales
| Puntos convertidos | Puntos convertidos |
| Jugador            | Puntos             |
| ------------------ | ------------------ |
| Bandera de ?       |                    |

| Tries convertidos | Tries convertidos |
| Jugador           | Tries             |
| ----------------- | ----------------- |
| Bandera de ?      |                   |